# Markaz Banhā
Markaz Banhā (arabiska: مركز بنها) är en region i Egypten.   Den ligger i guvernementet Al-Qalyubiyya, i den norra delen av landet, 40 km norr om huvudstaden Kairo.